# Herbert Macaulay
Olayinka Herbert Samuel Heelas Badmus Macaulay (14 novembre 1864 - 7 mai 1946) était un nationaliste nigérian, homme politique, géomètre, ingénieur, architecte, journaliste et musicien. Il est considéré par de nombreux Nigérians comme un fondateur du nationalisme nigérian

## Biographie

### Jeunesse et formation
Né à Lagos, Herbert Macaulay était le fils d'un prêtre nupe anglican de Lagos, Thomas Babington Macaulay, et d'Abigail Crowther, fille de Samuel Ajayi Crowther, premier évêque anglican noir, descendant du dernier roi de l'empire d'Oyo.
Il a fait ses études primaires et secondaires à Lagos. Il était étudiant lorsque son père mourut en 1878. En 1880, il embarque sur le bateau à vapeur commercial de son oncle maternel et entreprend un voyage commercial et missionnaire sur le fleuve Niger.
Par la suite, avec le soutien de l'administration coloniale, Macaulay quitte Lagos le 1er juillet 1890 pour poursuivre sa formation en Angleterre. De 1891 à 1894, il étudie le génie civil à Plymouth, en Angleterre.
En 1893, il devient diplômé du Royal Institute of British Architects de Londres. Macaulay était également un musicien accompli qui a reçu un certificat en musique du Trinity College de Londres et un certificat en violon du Music International College de Londres.

### Carrière
À son retour à Lagos en septembre 1893, il est employé par le service colonial en tant qu'arpenteur des terres de la Couronne. Il démissionne à la suite d'accusations de malhonnêteté. Cependant, en octobre 1898, il obtient une licence pour exercer comme arpenteur.

### Vie privée
Macaulay a épousé Caroline Pratt, fille d'un surintendant de police africain, en décembre 1898.
Mais elle décèda pendant son accouchement en août 1899.
Il ne se remaria pas, mais eut une liaison avec Mme da Souza, revenue du Brésil à Lagos, et en eut plusieurs enfants. Il eut aussi une fille de Sarah Forbes Bonetta.
Bien qu'anglican, Herbert Macaulay était marqué par les traditions religieuses africaines. Il était superstitieux et s'est essayé à la pratique de la magie. Ses papiers personnels contiennent des instructions sur les tabous, les divinations, les sacrifices et d'autres pratiques occultes. Macaulay était également membre de l'Association des Babalawos (prêtres Ifa) de Lagos.

Macaulay menait une vie mondaine dans le Lagos victorien. Il a organisé des concerts et des projections de films. Il a été parmi les premiers Nigérians à amener des films au Nigeria en invitant des sociétés cinématographiques dans sa résidence (nommée "Kirsten Hall" d'après le nom de son ami, le consul allemand Arthur Kirsten).

### Opposition à la domination britannique
Lagos en 1900 : les autorités britanniques vivaient dans le quartier chic de Marina, les métis Saros et d'autres descendants d'esclaves vivaient à l'ouest, et les Brésiliens vivaient dans la ville portugaise. A l'écart de ces privilégiés, les masses du peuple indigène Yoruba. A la génération de Macaulay, les Saros et les Brésiliens ont commencé à  faire cause commune avec les masses.
Macaulay a rejoint la Société anti-esclavagiste et de protection des autochtones.
En 1908, il a dénoncé la corruption européenne dans la gestion des finances des chemins de fer et en 1919, il a plaidé avec succès devant le Conseil privé à Londres pour les chefs dont les terres avaient été prises par le gouvernement colonial. En conséquence, le gouvernement colonial a été contraint de verser une compensation aux chefs.
Macaulay s'est opposé à la taxation coloniale pour financer l'approvisionnement en eau de Lagos.
Pour poursuivre ses activités politiques, Macaulay a cofondé le Nigerian Daily News.
Le 24 juin 1923, il fonde le Parti national démocratique nigérian (NNDP), le premier parti politique nigérian. En octobre 1938, le Mouvement de la jeunesse nigériane, plus radical, combattit et remporta les élections au conseil municipal de Lagos, mettant fin à la domination de Macaulay et de son Parti.
Macaulay s'est vu interdire de se présenter à des fonctions publiques en raison de problèmes juridiques - il a été condamné deux fois par le gouvernement colonial de Lagos ; la première fois pour escroquerie (1913) et la seconde fois pour sédition.
En 1944, Macaulay a cofondé le Conseil national du Nigéria et du Cameroun (NCNC) avec Nnamdi Azikiwe. Le NCNC était une organisation patriotique conçue pour rassembler les Nigérians de tous bords afin d'exiger l'indépendance. Macaulay a été élu président du NCNC et a été engagé dans une tournée nationale pour le parti en 1945, lorsqu'il est tombé malade.

## Honneurs
Macaulay figurait sur le billet de banque de 1 Naira depuis 1979 jusqu'en 1991, date à laquelle le billet a été remplacé par une pièce de monnaie, représentant également Macaulay.
Un film intitulé L'affaire Herbert Macaulay, qui couvre environ 3 décennies de sa vie, a été réalisé par le cinéaste nigérian Imoh Umoren et sorti en 2019.